# Coupesarte
Coupesarte település Franciaországban, Calvados megyében. Lakosainak száma 42 fő (2018. január 1.). Coupesarte Castillon-en-Auge, Lessard-et-le-Chêne, Le Mesnil-Durand, Saint-Julien-le-Faucon, Saint-Martin-du-Mesnil-Oury és Vieux-Pont-en-Auge községekkel határos.

## Népesség
A település népességének változása:
| Lakosok száma | 71   | 55   | 48   | 51   | 49   | 36   | 37   | 39   | 42   | 42   |
|               | 1968 | 1975 | 1982 | 1990 | 1999 | 2011 | 2013 | 2015 | 2017 | 2018 |